# Port lotniczy Deadhorse
Port lotniczy Deadhorse (IATA: SCC, ICAO: PASC) – port lotniczy położony w Deadhorse, w stanie Alaska, w Stanach Zjednoczonych.